# Robin Driscoll
Robin Driscoll (*Spojené království) je britský herec a scenárista.

## Kariéra
Na obrazovce se objevil poprvé v roce 1984 v seriálu They Came from Somewhere Else, kde si zahrál v šesti epizodách.
V roce 1989 se objevil také ve filmu The Tall Guy, kde hlavní role ztvárnili Jeff Goldblum, Emma Thompson či Rowan Atkinson.
Nejvíce se proslavil napsáním populárního a úspěšného komediálního seriálu Mr. Bean, kde si sám zahrál pár malých rolí (například kontrolora jízdenek na vlakovém nádraží, kde se Mr.Bean snaží projít bez jízdenky).
V roce 1996 se také objevil v televizní verzi Titanicu, kde se objevila například i Catherine Zeta-Jones.

## Filmografie
- 1984 – They Came from Somewhere Else (TV seriál)
- 1985 – Morons from Outer Space (TV seriál), Alas Smith & Jones (TV seriál)
- 1986 – Wilderness Road (TV seriál)
- 1988 – Chelmsford 123 (TV seriál), Stuff (TV seriál), Colin's Sandwich (TV seriál)
- 1989 – The Tall Guy, Mornin' Stage (TV seriál), Only Fools and Heroes (TV seriál), Mr. Majeika (TV seriál)
- 1990 – Mr. Bean
- 1991 – Murder Most Horrid (TV seriál)
- 1993 – Bonjour la Classe (TV seriál)
- 1994 – Chef! (TV seriál), The Lenny Henry Show (TV seriál), Waiting for God (TV seriál), The Fast Show (TV seriál)
- 1995 – The Steal (TV seriál), The Smell of Reeves and Mortimer (TV seriál)
- 1996 – Titanic (TV film)
- 1998 – Keeping Mum (TV seriál)